# Fornace Guerra Gregorj
La Fornace Guerra Gregorj  è una storica fornace situata a Sant'Antonino, sobborgo di Treviso, nota a livello internazionale anche come centro d'arte in cui operò, tra gli altri, Arturo Martini.

## Storia
Fondata come fabbrica di laterizi nel 1840 da Vincenzo Guerra, alla sua morte, nel 1843, passa alla figlia Regina Guerra, la quale dopo essersi sposata con Bartolomeo Gregorj prese la direzione e iniziò una produzione di manufatti d'uso e d'arredo.
Nel 1887 la gestione della fabbrica passa al figlio Gregorio Gregorj che affida commissioni a numerosi giovani artisti tra cui: Mario e Guido Cacciapuoti, Arturo Malossi, Giuseppe Rosetti, Piero Murani, Luigi Serena, Antonio Carlini, Cesare Laurenti e Alberto Martini.
Tra il 1908 e il 1912 lavora presso la manifattura Arturo Martini; particolare è il vaso da lui disegnato recante la frase palindroma "in girum imus nocte et consumimur igni".
Dopo la prima guerra mondiale la gestione passa ai figli Giorgio e Alfredo che affiancano alla tradizionale produzione la realizzazione di rivestimenti decorativi e opere a carattere religioso spesso progettati e realizzati da Arturo Molossi.
Nel 1930 i lavori dello stesso ottennero all'Esposizione Internazionale di Barcellona una medaglia d'oro.
Nel secondo dopoguerra Mario Gregorj pittore e scultore opera nella fornace fino al 1973.
Dai primi anni Cinquanta collabora con la ditta il designer Giuseppe Santomaso che disegna alcuni decori per piastrelle da edilizia.
La manifattura rimane attiva fino al 1963.
Il complesso delle ormai ex fornaci, dichiarato "testimonianza preziosa di un vecchio mondo in via di sparizione" nel decreto del Ministero dei Beni Culturali e Ambientali del 10/6/1987, è dunque oggi sotto la tutela della legge del 1/6/1939 n.1089.

## Produzione

### Laterizi e ceramiche decorative
Notevole e varia fu la produzione dei laterizi, impiegati in molti diversi edifici.
A Venezia, materiali della fornace Guerra Gregorj furono utilizzati nell'Arsenale Militare, nel Fontego dei Turchi, nella Basilica dei Santi Giovanni e Paolo, nel Palazzo dell'Esposizione Artistica Internazionale, nel Molino Stucky, nel campanile di Torcello.
Numerose sono anche le decorazioni sparse nella provincia di Treviso, di soggetto sacro sulle facciate delle chiese di Sant'Antonino, Canizzano, Dosson, o decorativo in genere come nella ex Cooperativa "Angelo Toso" di Casier, in villini a San Donà di Piave e a Castelfranco Veneto o a Palazzo Noli, ad angolo tra via Martiri della Liberà e via XX Settembre a Treviso.

### Oggetti d'arte
Ingente è anche la serie di statue da giardino in cemento da stampo, vasi, soprammobili, statuette e bassorilievi destinati a una produzione seriale.
Fra gli altri si possono ricordare:
- Pietro Murani, Specchio incorniciato da due fanciulle, maiolica, 1902.
- Arturo Martini, Vaso "in girum", terracotta foggiata a colaggio e decorata a smalti, 1910-1911.
- Arturo Martini, Fanciulla piena d'amore, 1913.